# Touch Me I'm Sick/Halloween
„Touch Me I'm Sick/Halloween“ je singl amerických rockových skupin Mudhoney a Sonic Youth. Byl vydán v prosinci 1988 v limitované edici pod vydavatelstvím Sub Pop. „Touch Me I'm Sick“ je původně píseň Mudhoney a „Halloween“ je skladba Sonic Youth. Na singlu však Sonic Youth hráli skladbu od Mudhoney a naopak.